# Anders Grahn
Anders Grahn, född 1979, är en svensk platina- och guldbelönad låtskrivare, producent och multi-instrumentalist. Han är son till bluesgitarristen Steve Grahn.

## Låtskrivande och produktion

### Anastacia
År 2017 och 2018 turnerade Grahn som gitarrist för Anastacias Europaturnéer "Ultimate Collection Tour" och "Evolution Tour".
Han är även en av låtskrivarna bakom "Why" och "Higher livin" på Anastacias album "Evolution".

### Andrew McMahon
Låten “Cecilia and the Satellite” är skriven av Anders Grahn, Andrew McMahon och James Flannigan.
Låten släpptes som första singel från McMahons självbetitlade album “Andrew McMahon in the Wilderness” i augusti 2014 och har sedan dess klättrat på flera topplistor i USA. 
En av topplaceringarna hittills är som Nr 5 på “Billboards US Alternative Songs”.
"Cecilia and the Satellite" har spelats i CBS' tv-serie och superhjälte-drama “Supergirl”  och i trailern för Warner Bros Pictures film “Pan” samt The Fox Network serien “Red Band Society”. 

Låten har sålt guld (500 000 ex) i USA (juni 2016).

### Haley Reinhart
Anders Grahn har tillsammans med låtskrivaren Alex Reid och artisten Haley Reinhart (American Idol, Postmodern Jukebox), skrivit titelsången “Better” på Reinharts album från 2016.
Albumet innehåller även låten “Listen” (Grahn/Reinhart/Marcus). 
"Listen" har medverkat i trailern för Showtime Network-serien “Years of Living Dangerously”, regisserad av James Cameron. 

Grahn har även skrivit låtar till Reinharts album ”What’s that sound”
(2017) och låten ”Last kiss goodbye” (2018).

### TVXQ
En av Anders Grahns största framgångar hittills är singeln “Android” med det koreanska bandet TVXQ. Singeln sålde guld på en dag och albumet blev världens mest sålda under första veckan då det släpptes, våren 2013. 
Grahn har även skrivit låtarna “Disvelocity” och “Tree Of Life” till bandet. 
Dessa har sålt guld och platina i Japan.

### Hayley Kiyoko
Anders Grahn, James Flannigan och Hayley Kiyoko har tillsammans skrivit låten Rich youth från Hayley's EP ”A Belle to Remember” (2013).

De har även skrivit Given it all, från EP:n [This side of paradise] (2015)

### Rebecca Ferguson
Den brittiska sångerskan Rebecca Ferguson släppte tillsammans med London Metropolitan Orchestra  låten ”Heroes” under 2013.
 
Låten var titelsång till den animerade filmen ”Justin and the Knights of Valour”, producerad av [Antonio Banderas].
 
”Heroes” är skriven av Anders Grahn och James Flannigan, inspelad i Abbey Road Studios och arrangerad av den brittiske filmkompositören Ilan Eshkeri.

## Diskografi
| År   | Artist                             | Låt                           | Album/EP                         |
| ---- | ---------------------------------- | ----------------------------- | -------------------------------- |
| 2018 | The Black Eyed Peas                | "Big Love"                    |                                  |
| 2018 | Kelsy Karter                       | ”God knows I’ve tried"        |                                  |
| 2018 | Haley Reinhart                     | "Don’t know how to love you"  |                                  |
| 2018 | Haley Reinhart                     | "Last kiss goodbye"           |                                  |
| 2018 | Kelsy Karter                       | "Easy tiger"                  |                                  |
| 2017 | sonofsteve                         | "Not enough"                  |                                  |
| 2017 | Lions Head                         | "Golden"                      | The night b4 xmas                |
| 2017 | Alex Francis                       | "What you're looking for"     | A stronger love                  |
| 2017 | TVXQ                               | "Android"                     | Fine collection - Begin again    |
| 2017 | TVXQ                               | "Tree of life"                | Fine collection - Begin again    |
| 2017 | Anastacia                          | "Why"                         | Evolution                        |
| 2017 | Anastacia                          | "Higher livin"                | Evolution                        |
| 2017 | Haley Reinhart                     | "Let's start"                 | What's that sound?               |
| 2017 | Haley Reinhart                     | "Somewhere in between"        | What's that sound?               |
| 2017 | Alex Francis                       | "Borderline"                  | These words                      |
| 2017 | Tingsek                            | "Lie to me"                   |                                  |
| 2017 | To Kill a King                     | "The good old days"           |                                  |
| 2017 | Morten Nørgaard (XFactor, Denmark) | "The Underdog"                | The Underdog                     |
| 2016 | Kiah Victoria                      | "Hollow"                      |                                  |
| 2016 | Tingsek                            | "The Fiddlers"                |                                  |
| 2016 | Haley Reinhart                     | "Better"                      | Better                           |
| 2016 | Haley Reinhart                     | "Listen"                      | Better                           |
| 2016 | Haley Reinhart                     | "Bad Light"                   | Better                           |
| 2016 | Haley Reinhart                     | "Talkin' About"               | Better                           |
| 2016 | Haley Reinhart                     | "Good or Bad"                 | Better                           |
| 2016 | MakeBelieve                        | "The River"                   | Matter of Time                   |
| 2015 | Hayley Kiyoko                      | "Given It All"                | This Side of Paradise            |
| 2015 | Hayley Kiyoko                      | "Feeding the Fire"            | This Side of Paradise            |
| 2014 | Andrew McMahon in the Wilderness   | "Cecilia and the Satellite"   | Andrew McMahon in the Wilderness |
| 2014 | TVXQ                               | "Tree of Life"                | Tree                             |
| 2014 | Rebecca Ferguson                   | "Heroes"                      | Justin and the Knights of Valour |
| 2014 | Alexander Holmgren                 | "Christmas Was Made for Two"  |                                  |
| 2013 | The United                         | "Stay Young"                  | Stay Young                       |
| 2013 | Hayley Kiyoko                      | "Rich Youth"                  | A Belle to Remember              |
| 2013 | Bo Bruce                           | "Golden"                      | Before I Sleep                   |
| 2013 | TVXQ                               | "Disvelocity"                 |                                  |
| 2012 | TVXQ                               | "Android"                     | Time                             |
| 2010 | Magnus Bäcklund                    | "Julens Hemlighet"            |                                  |
| 2007 | CLARK                              | "Love"                        | Our Best Second Album            |
| 2007 | CLARK                              | "Today"                       | Our Best Second Album            |
| 2007 | CLARK                              | "Yeah Baby"                   | Our Best Second Album            |
| 2007 | CLARK                              | "I Do You Do"                 | Our Best Second Album            |
| 2007 | CLARK                              | "Love Song"                   | Our Best Second Album            |
| 2007 | CLARK                              | "Living My Life"              | Our Best Second Album            |
| 2007 | CLARK                              | "All About You"               | Our Best Second Album            |
| 2007 | CLARK                              | "Waiting in Line"             | Our Best Second Album            |
| 2007 | CLARK                              | "Whatever"                    | Our Best Second Album            |
| 2006 | CLARK                              | "As We Speak"                 | Two of a Kind                    |
| 2006 | CLARK                              | "Invisible"                   | Two of a Kind                    |
| 2006 | CLARK                              | Easy Way Out"                 | Two of a Kind                    |
| 2006 | CLARK                              | "You Make Me Love This World" | Two of a Kind                    |
| 2006 | CLARK                              | "Be With You"                 | Two of a Kind                    |
| 2006 | CLARK                              | "Nobody Else (But You)"       | Two of a Kind                    |
| 2006 | CLARK                              | "Make It Home"                | Two of a Kind                    |
| 2006 | CLARK                              | "I Don’t Need You"            | Two of a Kind                    |
| 2006 | CLARK                              | "Two of a Kind"               | Two of a Kind                    |
| 2006 | CLARK                              | "What if"                     | Two of a Kind                    |
| 2000 | Three Studs & a Stone              | "Monday Morning"              | Ain’t No Blues on My Radio       |
| 2000 | Three Studs & a Stone              | "Miss Ellioth"                | Ain’t No Blues on My Radio       |
| 2000 | Three Studs & a Stone              | "Rosedale Unset"              | Ain’t No Blues on My Radio       |
| 2000 | Three Studs & a Stone              | "Ain’t No Blues on My Radio"  | Ain’t No Blues on My Radio       |
| 2000 | Three Studs & a Stone              | "Living Off the Ground"       | Ain’t No Blues on My Radio       |
| 2000 | Three Studs & a Stone              | "Dying in My Sleep"           | Ain’t No Blues on My Radio       |

## Tidigare karriär

### CLARK
Anders Grahn var en av medlemmarna (sång & gitarr) i pop/rock-bandet CLARK.
 
CLARK släppte sitt första album “Two of a kind” i Japan 2004.
Samma album släpptes 2006 i Sverige och etablerade sig på svenska singellistan (som bäst på plats nr 6).
I november 2006 blev de inbjudna till en musikfestival i Kina, vilket resulterade i otaliga TV-framträdanden och konserter. 
Andra albumet “Out Best 2nd Album” släpptes i Sverige våren 2007 och de gick åter ingen upp på singellistan.  

### THREE STUDS AND A STONE
Anders har släppt två skivor med bluesbandet "Three Studs And a Stone" där även Anders pappa, bluesgitarristen Steve Grahn, är medlem.